# ستيف هايز (كرة سلة)
ستيف هايز (بالإنجليزية: Steve Hayes)‏ مواليد 2 أغسطس 1955 في أميريكان فولس، هو مدرب كرة سلة أمريكي ولاعب معتزل. بدأ مسيرته الاحترافية في سنة 1977. تم اختياره من قبل فريق نيويورك نيكس خلال الدرافت. يبلغ طوله 7 قدم 0 بوصة (2.1 م). اعتزل اللعب في 1990.

## المسيرة الاحترافية
لعب مع بولونيا من سنة 1977 إلى 1979، ثم لعب مع غوريتسيا في موسم 1980–1981، ثم لعب مع سان أنطونيو سبرز في موسم 1981–1982، ثم لعب مع ديترويت بيستونز في سنة 1982، ثم لعب مع كليفلاند كافالييرز في موسم 1982–1983، ثم لعب مع سياتل سوبرسونيكس في موسم 1983–1984، ثم لعب مع فيلادلفيا سفنتي سيكسرز في سنة 1985.

## روابط خارجية
- ستيف هايز على موقع إن بي أي (الإنجليزية)
- ستيف هايز على موقع سبورتس رفرنس (الإنجليزية)
- ستيف هايز على موقع كلية كرة السلة في سبورتس رفرنس.كوم (الإنجليزية)
- ستيف هايز على موقع ريلجم (الإنجليزية)
- ستيف هايز على موقع بروبوليرز (الإنجليزية)
- ستيف هايز على موقع كلية كرة السلة في سبورتس رفرنس.كوم (الإنجليزية)